# Енеаґрама
Енеаґрама (з грец. знак дев'яти) або енеаґрама особистості — в психології, концепція типів особистості і взаємин між ними. Вона описує дев'ять «глибинних підсвідомих драйвів» і їх вплив на світогляд, розумові, емоційні й поведінкові стратегії дев'яти типів людей (так званих енеатипів). Модель була розроблена в 1970-х роках і в основному базується на працях Оскара Ічазо і Клаудіо Наранхо. Нині вважається псевдонауковою. 
Енеаґрама широко застосовується в багатьох областях, включаючи бізнес, психотерапію, коучінг, мистецтво, охорона здоров'я, виховання, освіта і духовне зростання. Це один з інструментів самопізнання і саморозвитку, який може використовуватися для досягнення вищих станів буття, сутності й просвітління.

## Історія
Термін «енеаґрама» походить від двох грецьких слів, грец. ἐννέα ennea (дев'ять) і грец. γράμμα grammos (щось написане чи намальоване).
Зображення енеаґрами виявлені у вавилонян і давньогрецьких математиків, в ранньохристиянської й перських традиціях.
Західний світ познайомився з енеаґрамою в ХХ ст. завдяки філософу Георгію Гурджиєву.
Сучасне розуміння енеаґрами бере початок в XX столітті. Оскар Ічацо, студент Г. Гурджиєва, вперше описав систему типології особистості. Ічацо навчив своєї системи багатьох учнів у Аріке (Чилі), один з них був Клаудіо Наранхо (доктор медицини, психіатр, гештальт-терапевт).
У нинішньому своєму вигляді енеаґрама містить розробки багатьох психологічних шкіл і підходів, співвідноситься з класичною психоаналітичною діагностикою. Сьогодні енеаґрами широко використовується в США і Європі в школах підготовки спортсменів, керівників, бізнесменів та представників влади: у політтехнології при вибудовуванні іміджу політика, в бізнесі, в роботі правоохоронних органів, державних і громадських організацій, в професійному та особистісному зростанні. У побудові та просуванні бізнесу цю модель успішно застосовують: Avon Products, Авіакомпанія Boeing Corporation, The DuPont Company, General Motors, Alitalia Airlines, KLM Airlines, Kodak, Hewlett Packard, Toyota, Procter & Gamble, Reebok, Motorola, Sony, American Press Institute, Coca Cola (Mexico) і багато інших світових компаній.

## Типологія особистості
Енеаґрама — сучасна типологія особистості, згідно з якою кожному типу особистості (енеатипу) властивий свій відмітний образ мислення і спосіб вираження емоцій. Відповідно назві існує дев'ять енеатипів: 
- 1wX (Ідеаліст)
- 2wX (Помічник)
- 3wX (Організатор)
- 4wX (Митець, Індивідуаліст)
- 5wX (Спостерігач)
- 6wX (Співпрацівник, Скептик)
- 7wX (Оптиміст)
- 8wX (Керівник)
- 9wX (Миротворець або ж Посередник)